# Boa Vista da Aparecida
Boa Vista da Aparecida är en kommun i Brasilien.   Den ligger i delstaten Paraná, i den södra delen av landet, 1 200 km sydväst om huvudstaden Brasília. Antalet invånare är 7 911.
Omgivningarna runt Boa Vista da Aparecida är huvudsakligen savann. Runt Boa Vista da Aparecida är det ganska glesbefolkat, med 23 invånare per kvadratkilometer.